# Kakaki
Kakaki er en tre til fire meter lang metaltrompet brugt i traditionel afrikansk ceremoniel musik. Kakaki er navnet brugt i Tchad, Burkina Faso, Niger og Nigeria. Instrumenterne er også kendt som waza i Tchad og Sudan og malakat i Etiopien.